# Frontex Plus

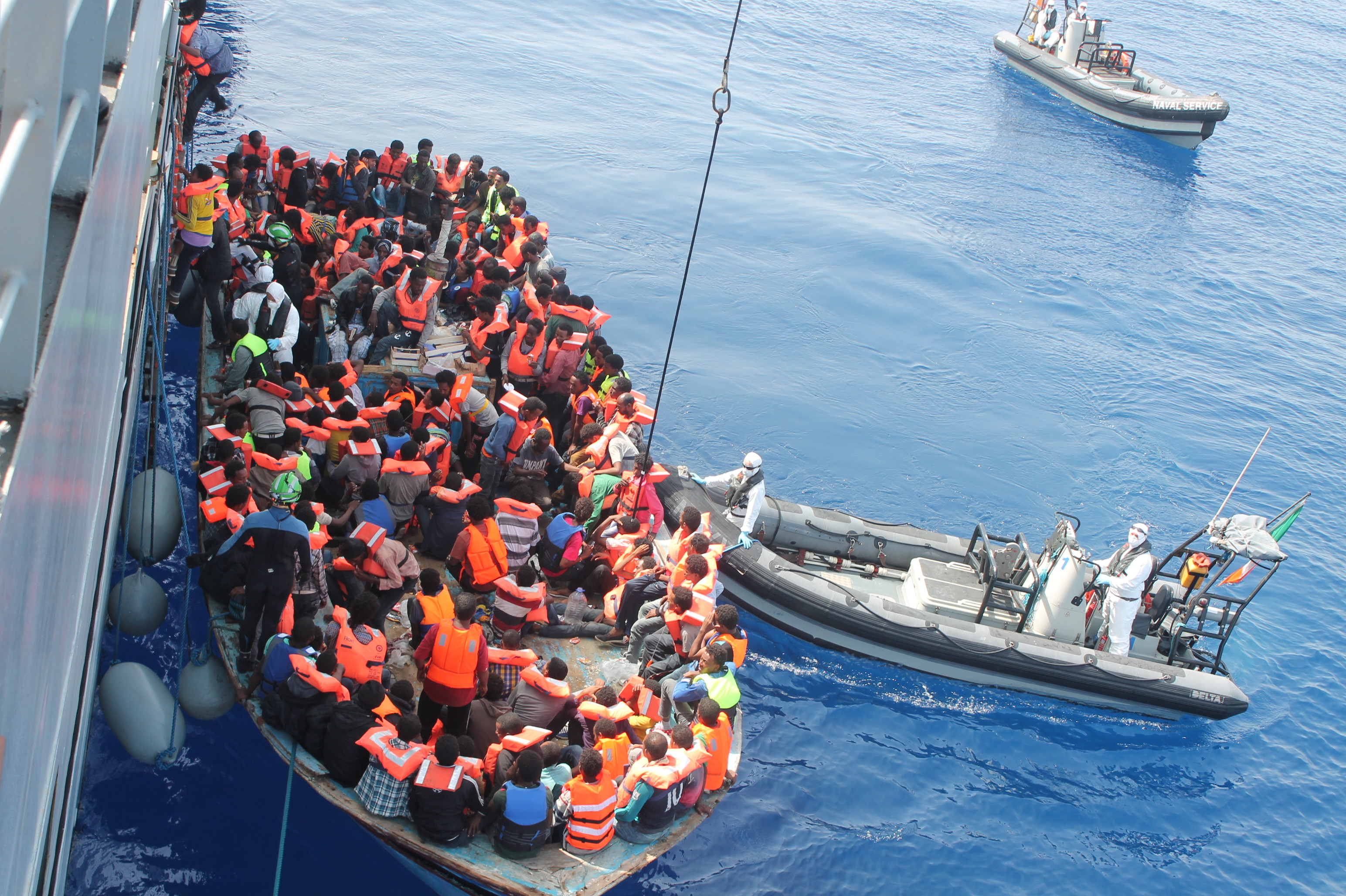
Ír haditengerészeti egység menti a migránsokkal teli bárkát a Triton művelet keretében

A Frontex Európai Határőrizeti Ügynökség Frontex Plus (később Triton) közös műveletének célja, hogy implementálja a koordinált műveleti tevékenységeket a Közép-Mediterrán régió külső tengeri határain annak érdekében, hogy korlátozza az Európai Unió tagállamai felé áramló illegális migrációt és megküzdjön a határokon átnyúló bűnözéssel.

## Adatok
Hivatalos elnevezés: EPN Triton 

Év: 2014 

Befogadó ország: Olaszország 

Részt vevő országok: Belgium, Cseh Köztársaság, Dánia, Észtország, Finnország, Franciaország, Németország, Görögország, Izland, Litvánia, Luxemburg, Málta, Hollandia, Lengyelország, Portugália, Románia, Svédország, Szlovénia, Spanyolország, Svájc, Egyesült Királyság 

Típus: tengeri művelet 

Régió: Közép-Mediterrán 

Költségvetés: 9 319 653,90 Euró 

Időtartam: 2014. november 1-től 2015. január 31.

## Frontex közös műveletek
A Frontex közös műveleteinek a határok jellegéből adódóan három területe van: szárazföldi, tengeri és légi. Minden műveletet, legyen az tengeri, szárazföldi vagy légi, kockázatelemzés előz meg. Ennek megfelelően minden műveletet a Frontex valamelyik kockázatelemző munkája által felderített körülményekre szabnak. Az ezek alapján hozott javaslatok szerint alakítják ki a műveleti tervet.

## Létrehozása
A Frontex Plus (későbbi nevén Triton) közös művelet 2014 novemberében váltotta fel az olasz hatóságok által 2013 októberében elindított Mare Nostrum műveletet. A Mare Nostrum a 2013. október 3-ai tragikus eseményre adott válasz volt, amikor is Lampedusa partjainál 368 migráns fulladt a tengerbe.  

Az olasz Mare Nostrum művelet olyannyira sikeresnek bizonyult, hogy egyes negatív hangok szerint az már húzófaktorként hatott a Mediterrán-tengeren érkező irreguláris migránsokra, ugyanis azok kevésbé tartották kockázatosnak az utat, amióta értesültek arról, hogy a Mare Nostrum keretében nagy eséllyel kimentik őket baj esetén. 

A Mare Nostrum havi kiadása a becsült 1,5 millió euró helyett végül a 9 milliót is elérte, többek között ez vezetett oda, hogy az olasz hatóságok az Európai Unióhoz fordultak segítségért.
2014 augusztusában Angelino Alfano olasz miniszter és Cecilia Malström belügyekért felelős európai uniós biztos találkozóját követően 2014 novemberében létrehozták a “Frontex Plus” (későbbi nevén Triton) műveletet, ami a már folyamatban levő Hermes és Aeneas műveleteken alapult.
A közös művelet korántsem volt olyan kiterjedt, mint az olasz hatóságok által elindított Mare Nostrum, a Frontex már előzetes becslései szerint sem volt elegendő forrás egy ilyen nagy volumenű művelet lefolytatására. A tagállamokat felszólították, hogy járuljanak hozzá a művelethez, ugyanis még akkor is, ha a Frontex teljes költségvetését erre a műveletre fordították volna, csupán havi 4,6 millió Euró forrás állt volna rendelkezésre, ami csaknem a fele annak, amit az olasz hatóságok a Mare Nostrum keretében kiadni kényszerültek.
Gil Arias-Fernández, a Frontex vezető igazgató helyettese elmondása alapján havi 3 millió Eurót szántak a Triton műveletre, ami csupán az Európai fennhatóságú vizeken volt tervezett működni, nem a nemzetközi tengereken, mint a Mare Nostrum. Emellett, mivel a Frontex elsődleges feladata a határőrizet, a Triton a határok védelmére fog fókuszálni, nem pedig a tengeren való balesetek megelőzősére.

## Kritikák
Számos emberi jogi szervezet, köztük az Amnesty International is felhívta a figyelmet arra, hogy a Frontex Plus (Triton) műveleti tervében szerepelnie kellene a felkutatási és megmentési műveletekre vonatkozó kötelezettségnek is. Ilkka Laitinen, a Frontex vezető igazgatója már 2008-as nyilatkozatában is azt vallotta, hogy a Frontex számos reformon ment keresztül és sokkal nagyobb mértékben veszi figyelembe az emberi jogokat, mint bármikor korábban. A feladat azonban még mindig a határőrizet és nem a sok esetben irreguláris migráns megmentése. Ezzel szemben számos emberi jogi szervezet azzal vádolja a Frontexet, hogy megakadályozzák a migráns hajók partra szállását és visszafordíttatják őket, ezzel további kockázatot jelentve a migránsoknak.